# Светска џудо федерација
Светска џудо федерација (енгл. International Judo Federation) или скраћено ИЈФ је међународна спортска федерација која окупља националне савезе у џудоу. Основана је у јулу 1951. године а седиште је у швајцарском граду Лозани .
У почетку ИЈФ су чиниле сикључиво европске земље и Аргентина, док се број чланица проширио у наредних десет година на цео свет. Данас су 200 националних савеза чланови светске џудо федерације. Џудом се данас на свету бави око 40 милиона људи.
ИЈФ се бави организацијом такмичења у џудоу на глобалном нивоу, попут Олимпијских игара, светских првенстава и светског купа. Такмичење светског купа чини укупно 10 митинга (5 гран прија, 4 светска мастерса и завршног турнира на крају године).

## Председници ИЈФ-а
- Алдо Торти (1951)
- Рисеј Кано, син Џигоро Каноа творца џудоа; (1952–1965)
- Чарлс Палмер (1965–1979)
- др. Шигејоши Мацуме (1979–1987)
- Саркис Калоглијан (1987–1989)
- Ловри Харгрејв (1989–1991)
- Луис Багуена (1991–1995)
- Јонг Сунг Парк (1995–2007)
- Маријус Визер (2007–...)[1]